# مؤسسه ملی تاریخ کره
مؤسسه ملی تاریخ کره (کره‌ای: 국사 편찬 위원회؛ انگلیسی: National Institute of Korean History) به اختصار: ان‌آی‌کی‌اچ (NIKH) یک سازمان دولتی کره جنوبی است که مسئول تحقیق، جمع‌آوری و ترویج مطالب مربوط به تاریخ کره است. این مؤسسه به عنوان سازمان تاریخ ملی (کره‌ای: 국사관; هانجا: 國史館; لاتین‌نویسی اصلاح‌شده: Guksagwan; انگلیسی: Office of National History) در مارس ۱۹۴۶ یک سال پس از آزادی کره تأسیس شد. از سال ۱۹۴۹ نام آن به نام فعلی تغییر یافت.